# Кашина Кутер (Бергамо)
Кашина Кутер је насеље у Италији у округу Бергамо, региону Ломбардија.
Према процени из 2011. у насељу је живело 32 становника. Насеље се налази на надморској висини од 198 м.